# Route nationale 56 (Belgique)
Pour les articles homonymes, voir Route nationale 56.
La route nationale 56 est une route nationale belge reliant jusque fin 2018 Mons à l'A8. Depuis, une prolongation de l'axe vers Lessines a été réalisée.